# 대한민국의 상징
이 문서의 대한민국의 국가 상징은 대한민국(한국) 문화의 상징적, 대표할 수 있는 것이나, 관습상 인정되거나 다른 특징적인 공식 및 비공식 깃발, 또는 문화적 표현으로 정의한다. 대한민국은 1948년 분할된 이후 한국은 북한의 국가적 상징과 구별하기 위해 전통적인 상징을 유지해왔다.

## 상징
대한민국 헌법 등 대한민국의 법적으로는 국토와 정부 상징을 제외하고 어떠한 국가 상징물도 정식으로 지정하지 않고 있다. 이는 주로 조선민주주의인민공화국과의 마찰을 피하기 위함이다.
|              | 상징                                | 사진                              | 설명 | 비고 |
| ------------ | ----------------------------------- | --------------------------------- | --- | --- |
| 국기         | 태극기                              | 태극기                            | | 현재 사용되는 국기 (2011년에 채택됨). 1948년에 첫 제정됨.                                                                         |
| 국장         | 대한민국의 국장                     | (태극, 무궁화(Hibiscus syriacus)) | | 현재 사용되는 국장 (2016년에 채택됨). 1963년에 첫 제정됨.                                                                         |
| 국가         | 애국가                              | 애국가                            | | 관습상 인정하는 국가이다. 정식으로 지정되지 않았다.                                                                               |
| 인장         | 국새                                |                                   | | 현재 사용되는 인장 (2011년에 제정됨). 1949년 첫 제정됨.                                                                           |
| 정부 상징    | 대한민국의 정부상징 (태극)          | 대한민국의 국장                   | | |
| 나라 표어    | 홍익인간 (弘益人間)                 | "인간 세상을 널리 이롭게 하라"    | | |
| 국목(國⁠木)   | 소나무 (Pinus densiflora)           | 한국 적송                         | | |
| 나라꽃       | 무궁화 (Hibiscus syriacus)          | 무궁화(Hibiscus syriacus)         | | |
| 나라새       | 까치 (Pica serica)                  | 한국 까치                         | | 관습상으로 인정하며, 법적으로는 인정하지 않는 상태이다.                                                                           |
| 상징 동물    | 한국호랑이 (Panthera tigris tigris) | 시베리아호랑이                    | 한국 문화 속의 호랑이는 유서가 깊으며 국민의 대다수가 호랑이를 좋아한다. 또한 시베리아호랑이는 오늘날까지도 대다수 국민 정서 속에 깊게 남아 있는 동물이다. | 위 까치와 같이 관습상으로만 인정한다.                                                                                             |
| 상징 곤충    | 장수하늘소(Callipogon relictus)     | 장수하늘소                        | | 법적으로는 인정하지 않는 상태이다. 한국곤충학회와 고려대학교 한국곤충연구소의 상징이다. 호랑나비가 상징 곤충으로 여겨지기도 한다. |
| 악기         | 가야금                              | 가야금                            | | |
| 국석(國石)   | 자수정                              | 자수정 원석                       | 대한민국에는 최고급 품질을 생산하는 자수정 광산이 있다. (언양군)                                                                                           | |
| 국가 상징 산 | 백두산                              | 백두산                            | | 단, 백두산은 지리상 북한과 중국에 위치 해 있다.                                                                                   |
| 국가 상징 산 | 한라산                              | 한라산                            | | |
| 국기(國技)   | 태권도                              | 태권도를 하는 두 선수             | | |